# 包莘
包莘，字尹耕，浙江鄞县（今宁波市）人，元末明初官員。

## 生平
包莘自弱冠之年即通六经，尤精于诗。元至正年间，担任浙江定海县教谕，于王厚孙、张原楷皆有时名，人称“四明三先生”。方国珍起兵反元，包莘即致仕。明朝初建，朝廷诏求乡野贤士，包莘廷对忤旨，左迁西安府掾。洪武三年（1370年），朝廷命流寓人士就地参加科考，包莘中式陕西乡试举人。次年（1371年），联捷辛亥科吳伯宗榜進士。官湖广新城县县丞，因被他人牵连免职。清乾隆《鄞县志》有传。